# Escola Secundária de Jokela
A Escola Secundária de Jokela (finlandês: Jokelan koulukeskus; inglês: Jokela High School) é uma escola secundária pública no Centro Escolar de Jokela, em Jokela, Finlândia, cerca de 48 quilômetros da capital Helsinque.